# 1 de abril
1 ou 1.º de abril é o 91.º dia do ano no calendário gregoriano (92.º em anos bissextos). Faltam 274 dias para acabar o ano.

## Eventos históricos

1867: Os Estabelecimentos dos Estreitos (em vermelho)

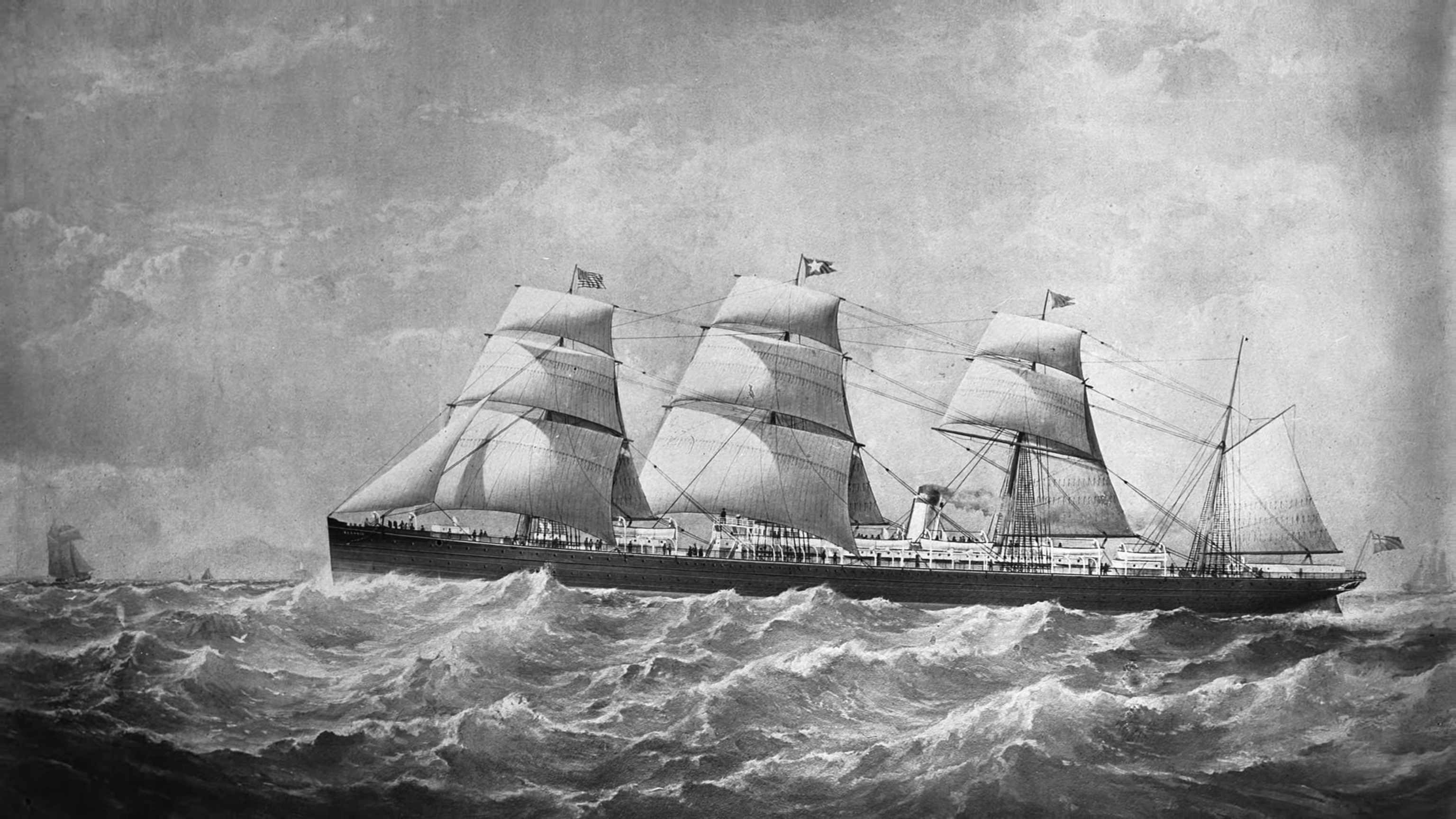
1873: RMS Atlantic

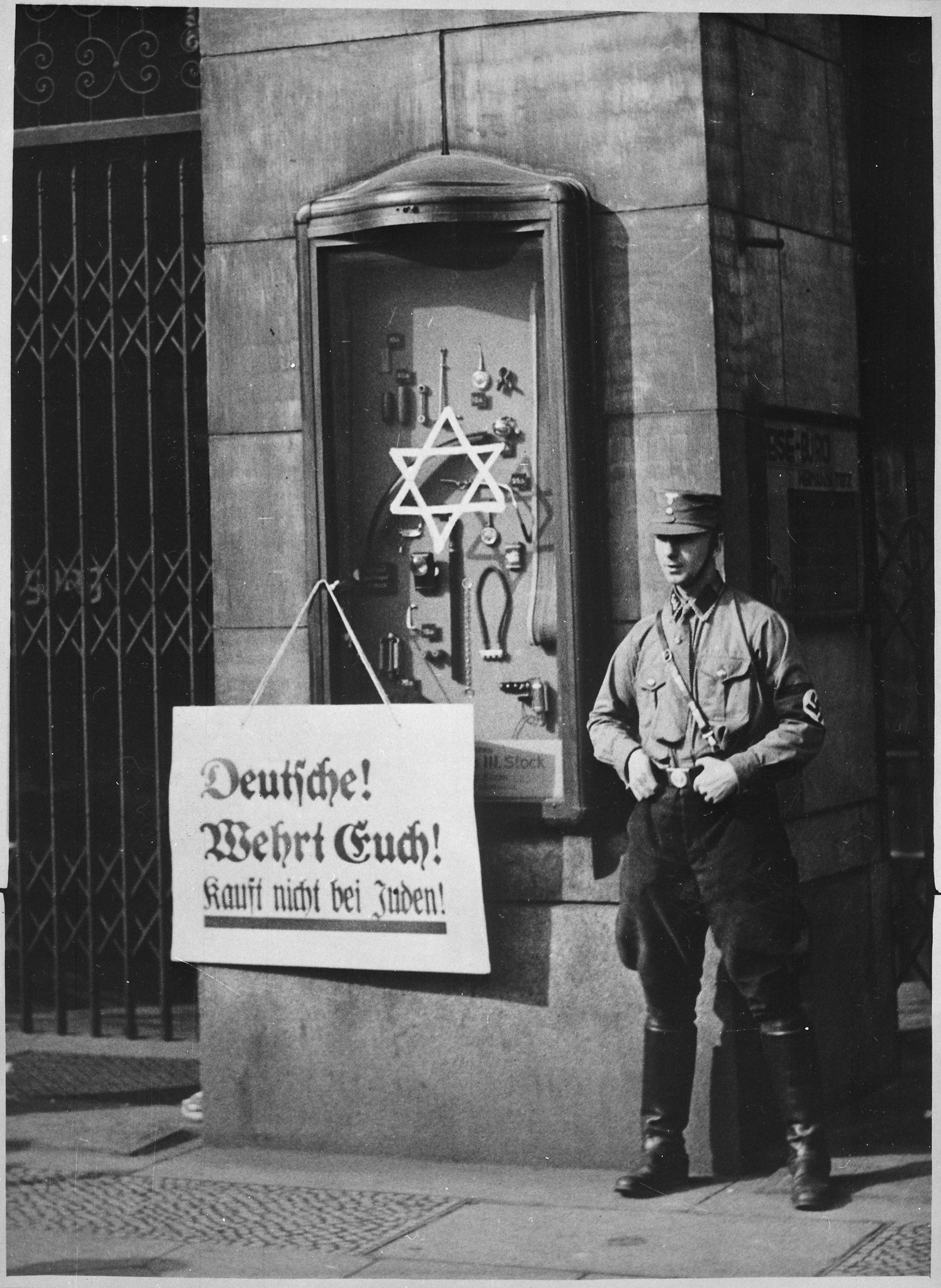
1933: Boicote a lojas judaicas

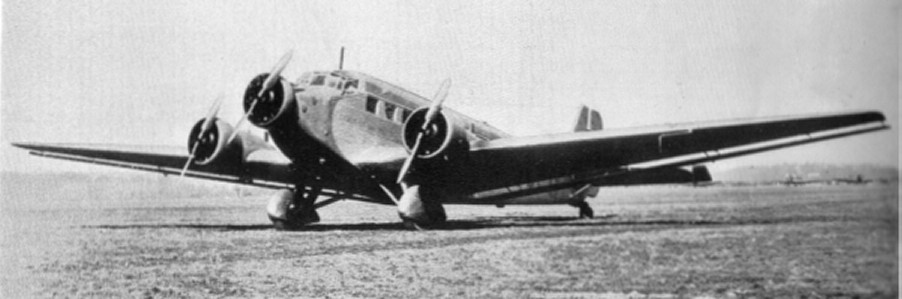
1937: Bombardeio de Jaén, Espanha, por forças fascistas alemãs, apoiando nacionalistas franquistas

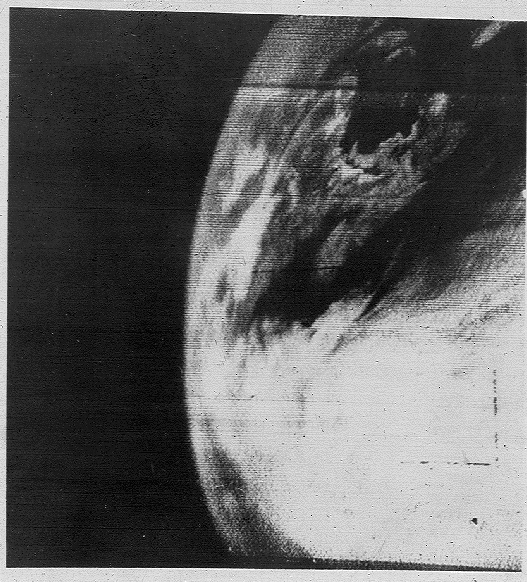
1960: Primeira imagem de televisão da Terra obtida a partir do espaço

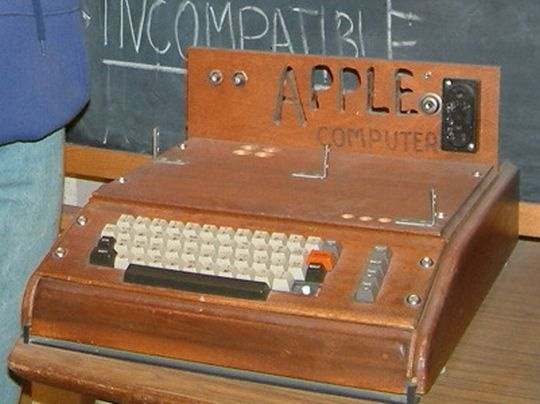
1976: Apple I

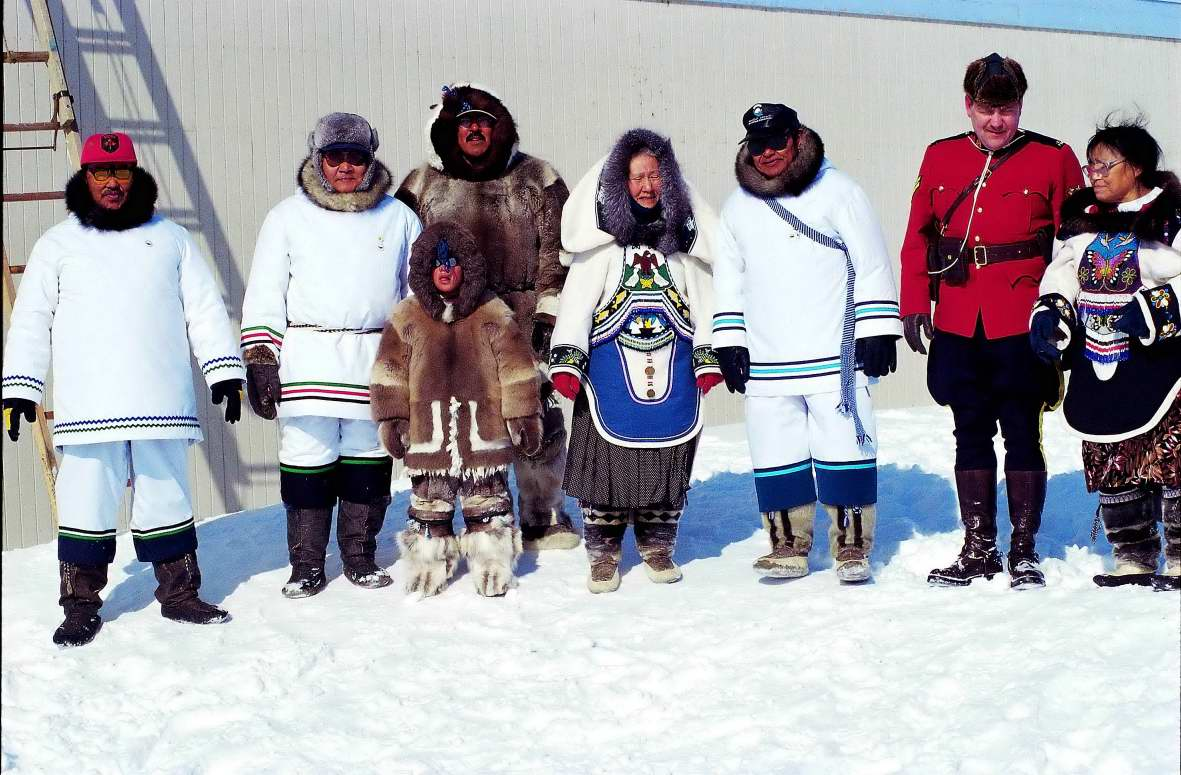
1999: Comemorações da criação de Nunavut

- 0286 — O imperador Diocleciano promove o seu general Maximiano a coimperador com o posto de Augusto e lhe dá o controle sobre as regiões ocidentais do Império Romano.
- 0325 — O príncipe Cheng de Jin, de quatro anos de idade, sucede ao seu pai Ming de Jin como imperador da dinastia Jin Oriental da China.
- 0457 — Majoriano é aclamado imperador pelo exército romano após derrotar 900 alamanos perto do lago Maior (Itália).
- 0527 — O imperador romano-oriental (bizantino) Justino I nomeia seu sobrinho Justiniano como cogovernante e sucessor ao trono.
- 1081 — Aleixo Comeno derruba o imperador romano-oriental (bizantino) Nicéforo III Botaniates,[1] e, depois que suas tropas passam três dias saqueando extensivamente Constantinopla, é formalmente coroado em 4 de abril.
- 1572 — Na Guerra dos Oitenta Anos, os Watergeuzen capturam Brielle dos espanhóis, ganhando o primeiro ponto de apoio em terra para o que se tornaria a República das Sete Províncias Unidas dos Países Baixos.
- 1625 — A frota luso-espanhola de 52 navios começa a reconquista da Bahia dos holandeses durante a Guerra Luso-Holandesa.
- 1808 — No Rio de Janeiro, o príncipe regente D. João Maria de Bragança (futuro rei D. João VI de Portugal) expede decreto que "revoga o Alvará de 5 de janeiro de 1785", o qual extinguira todas as fábricas e manufaturas de ouro, prata, seda, algodão, linho e lã existentes no Estado do Brasil. Depois do comércio, a liberdade também para a indústria.
- 1854 — O romance Hard Times de Charles Dickens começa a ser publicado em sua revista semanal Household Words.
- 1867 — As possessões da Companhia Britânica das Índias Orientais no Sudeste Asiático, os Estabelecimentos dos Estreitos na península da Malásia, são convertidas em uma Colônia da Coroa Britânica após o fim da empresa. Isso inclui Penão, Malaca e Singapura, entre outras.
- 1873 — O vapor White Star RMS Atlantic afunda no litoral da Nova Escócia, matando 547 pessoas, no pior desastre marítimo do século XIX.
- 1900 — Príncipe George torna-se monarca absoluto do Estado de Creta.[2]
- 1924 — Adolf Hitler é condenado a cinco anos de prisão por sua participação no "Putsch da Cervejaria", porém, ele fica apenas nove meses preso.
- 1933 — Os recentemente eleitos nazistas, sob a liderança de Julius Streicher, organizam um boicote de um dia a todas as empresas de propriedade de judeus na Alemanha, dando início a uma série de atos antissemitas.
- 1935 — A instituição bancária central da Índia, o Banco da Reserva da Índia, é formada.[3]
- 1937
  - Áden torna-se uma colônia da coroa britânica.
  - Guerra Civil Espanhola: Xaém, Espanha é bombardeada por forças nazistas alemãs, apoiando nacionalistas franquistas.
- 1939 — Guerra Civil Espanhola: o Generalíssimo Francisco Franco, do Estado Espanhol, anuncia o fim da Guerra Civil Espanhola, quando as últimas das forças republicanas se rendem.
- 1941 — Um golpe militar no Iraque derruba o regime de 'Abd al-Ilah e instala Rashid Ali al-Gaylani como primeiro-ministro.
- 1944 — Segunda Guerra Mundial: erros de navegação levam a um bombardeio norte-americano acidental da cidade suíça de Schaffhausen.[4]
- 1945 — Segunda Guerra Mundial: Operação Iceberg: tropas dos Estados Unidos desembarcam em Okinawa, Japão, na última grande campanha da guerra.
- 1946 — Sismo das Ilhas Aleutas: um sismo de magnitude de 8,6 próximo das ilhas Aleutas cria um tsunami que atinge o arquipélago do Havaí, matando 150 pessoas, a maioria em Hilo.
- 1948
  - Guerra Fria: Bloqueio de Berlim: as forças militares, sob a direção do governo controlado pelos soviéticos na Alemanha Oriental, interrompem o acesso por terra a Berlim Ocidental.
  - As Ilhas Feroe ganham autonomia da Dinamarca.
- 1949
  - Guerra Civil Chinesa: o Partido Comunista da China mantém negociações de paz bem-sucedidas com o Partido Nacionalista em Pequim, após três anos de luta.
  - O Governo do Canadá revoga a internação nipo-canadense após sete anos, depois de ter realocado e encarcerado à força mais de 22 000 pessoas - compreendendo mais de 90% da população total de nipo-canadenses.[5]
- 1955 — A rebelião EOKA contra o Império Britânico começa em Chipre, com o objetivo de obter a unificação pretendida ("enosis") com a Grécia.
- 1960
  - O governo da África do Sul proíbe o Congresso Nacional Africano (ANC) e o Congresso Pan-Africano.
  - O satélite TIROS-1 transmite a primeira imagem de televisão da Terra obtida a partir do espaço.
- 1964
  - François Duvalier se autoproclama presidente vitalício do Haiti.
  - Início da ditadura militar brasileira.
  - Deposição de Miguel Arraes, além de deposto, foi preso pelo Exército Brasileiro e sujeito a impeachment pela Assembleia Legislativa.
- 1969 — O Hawker-Siddeley Harrier entra em operação com a Força Aérea Real, o primeiro caça operacional com capacidade de decolagem e pouso vertical/curto.
- 1971 — Guerra de Libertação de Bangladesh: o Exército do Paquistão massacra mais de 1 000 pessoas em Keraniganj Upazila, Bangladesh.[6]
- 1974 — Entra em vigor a Lei do Governo Local de 1972 na Inglaterra e no País de Gales, permitindo autonomia a estes países constituintes do Reino Unido.
- 1976 — Fundada a Apple Inc. por Steve Jobs, Steve Wozniak e Ronald Wayne.
- 1977 — O Governo democrático espanhol dissolve a Falange Espanhola, partido único do regime ditatorial de Francisco Franco.
- 1979 — O Irã se torna uma república islâmica por 99% dos votos, derrubando oficialmente o Mohammad Reza Pahlavi, o último Xá (Imperador da Pérsia ou Irã).
- 1989 — O novo imposto governamental local da primeira-ministra do Reino Unido Margaret Thatcher, o Community Charge (comumente conhecido como "poll tax"), é introduzido na Escócia.
- 1997
  - Portugal assume a presidência do Conselho de Segurança das Nações Unidas.
  - O cometa Hale-Bopp é visto passando no periélio.
- 1999 — Nunavut é criado como um território canadense extraído da parte oriental dos Territórios do Noroeste.
- 2001
  - O ex-presidente da República Federal da Iugoslávia Slobodan Milošević se rende às forças especiais da polícia, para ser julgado por acusações de crimes de guerra.
  - O casamento entre pessoas do mesmo sexo se torna legal nos Países Baixos, o primeiro país contemporâneo a permitir isso.
- 2004 — Google anuncia o Gmail para o público.
- 2009 — Croácia e Albânia aderem à OTAN
- 2016 — Confrontos em Nagorno-Karabakh: a Guerra dos Quatro Dias ou Guerra de Abril, começa na linha de contato de Nagorno-Karabakh.
- 2017 — Deslizamento de terra em Mocoa, Colômbia, causa a morte de mais de 250 pessoas.
- 2024 — Bombardeio israelense à embaixada iraniana em Damasco.

## Nascimentos

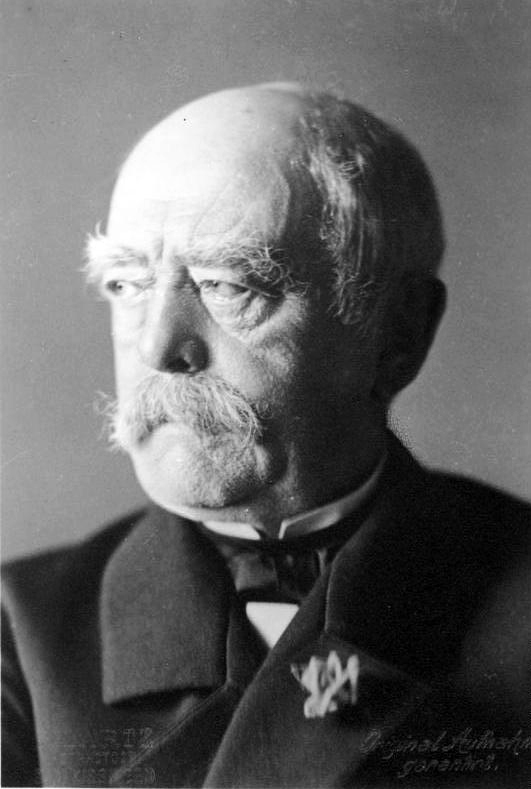
Otto von Bismarck

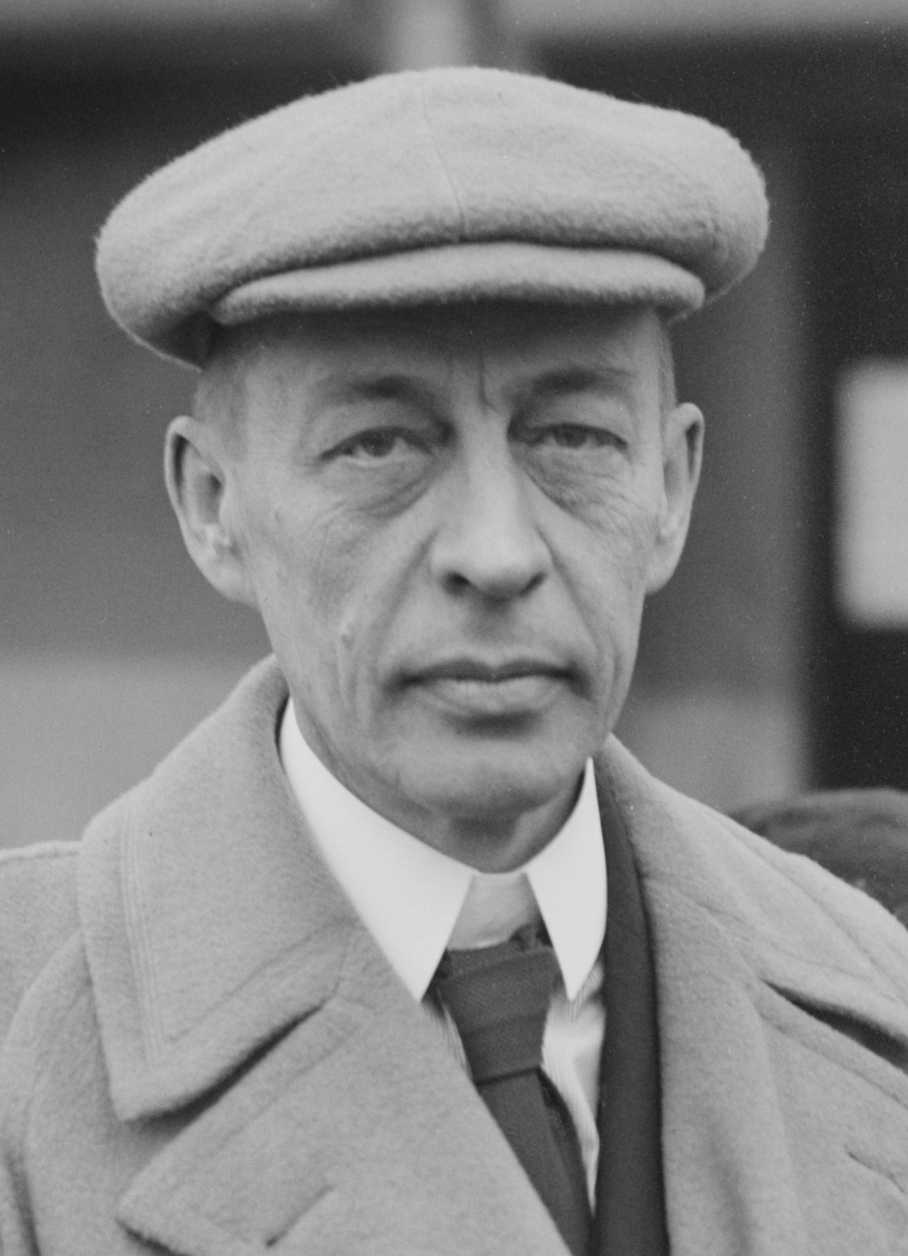
Sergei Rachmaninoff

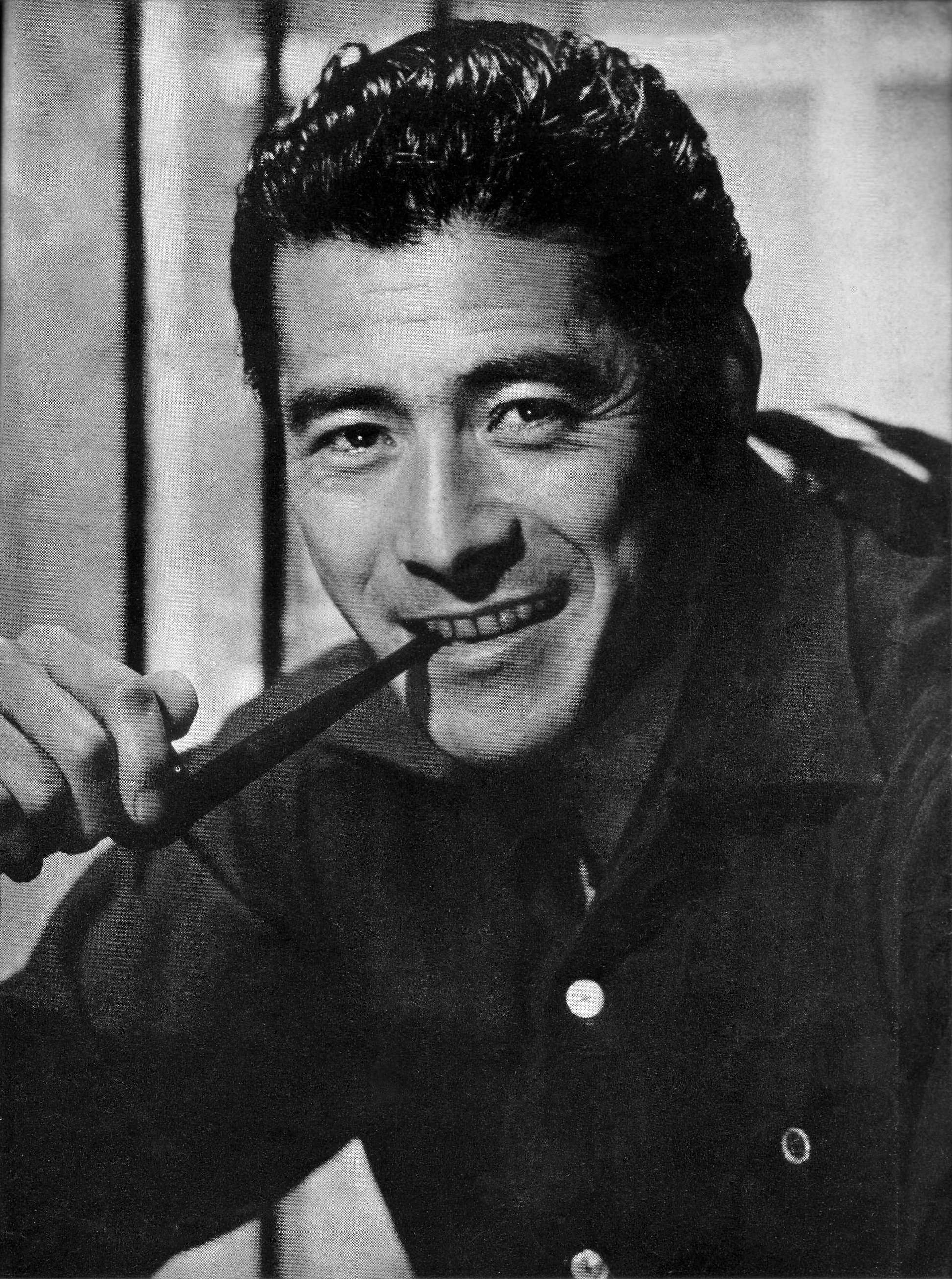
Toshiro Mifune

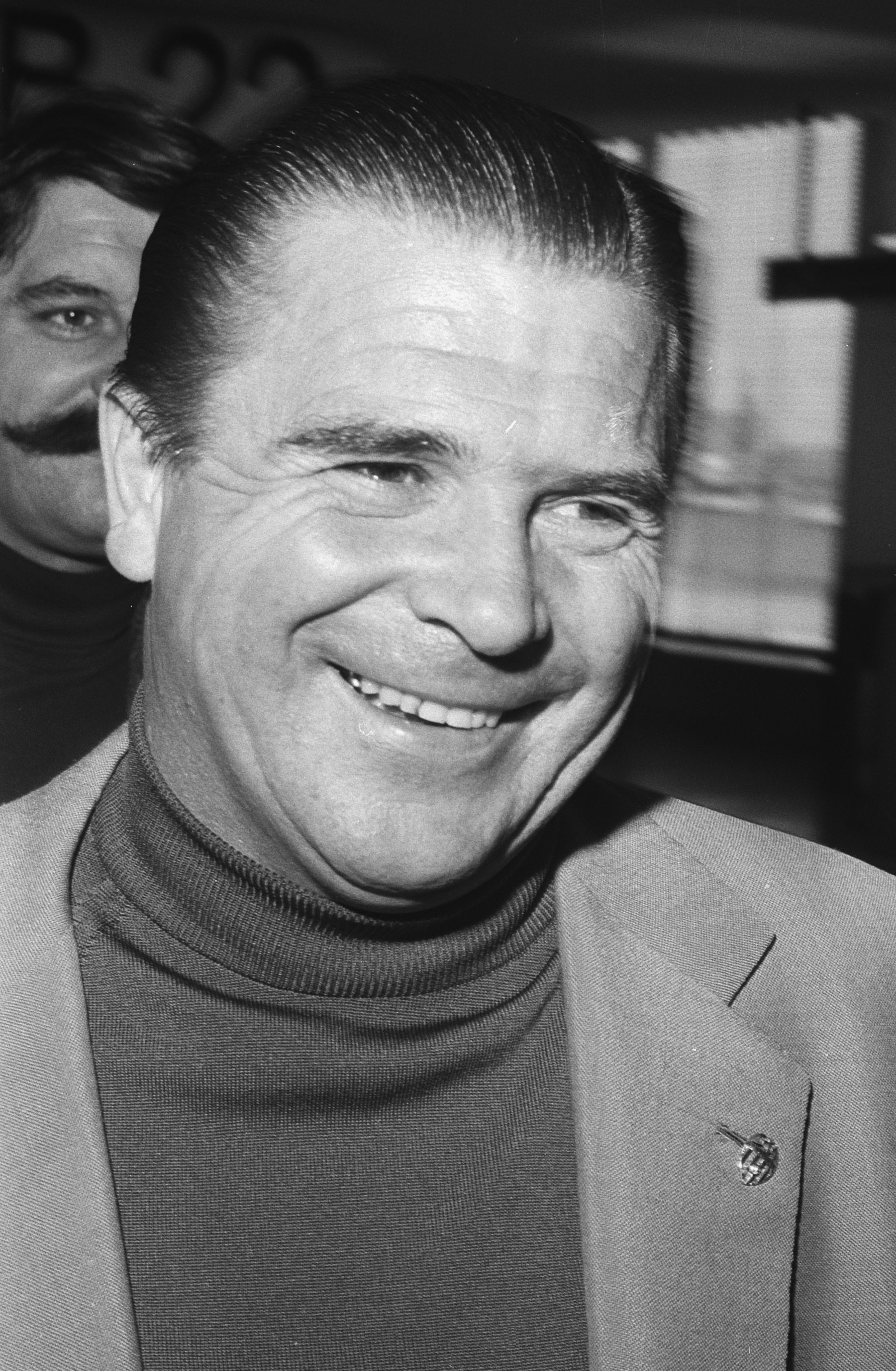
Ferenc Puskás

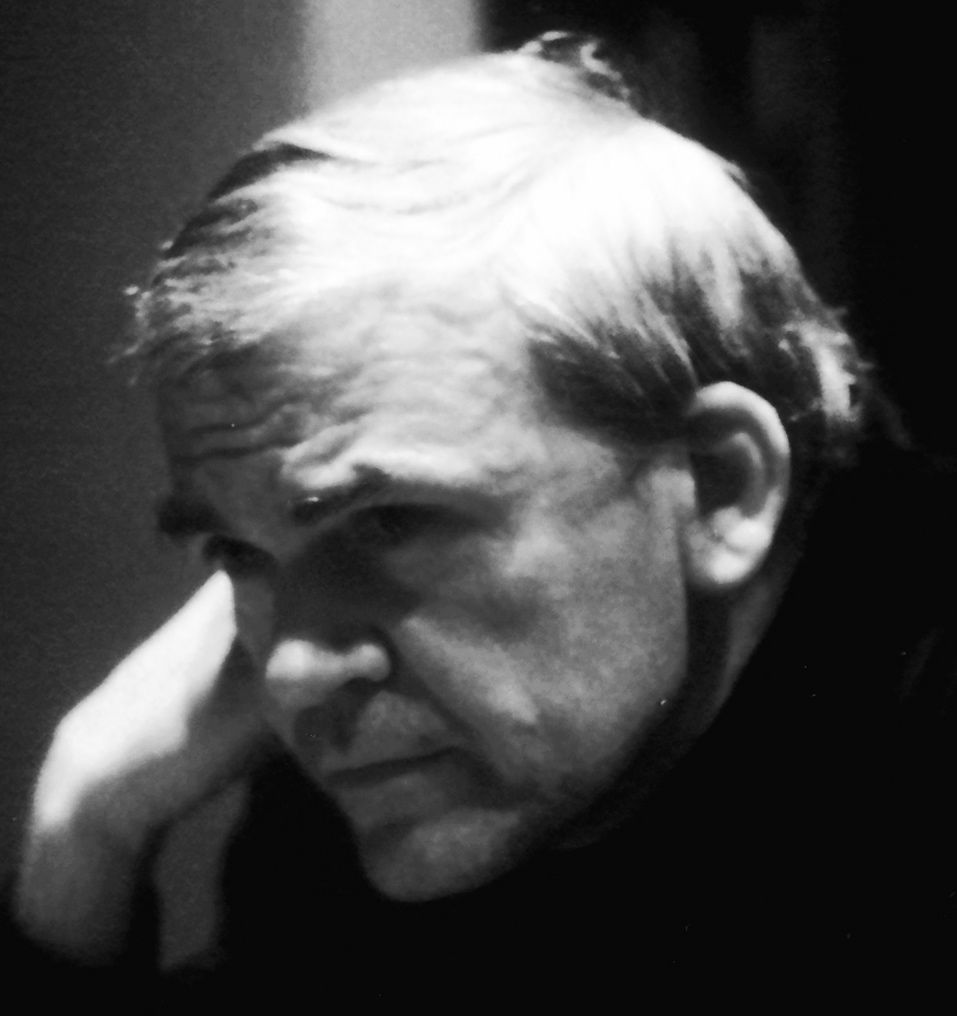
Milan Kundera

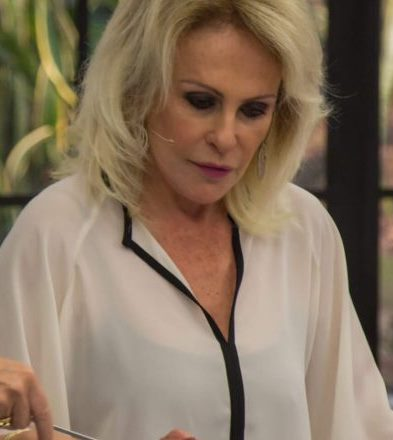
Ana Maria Braga

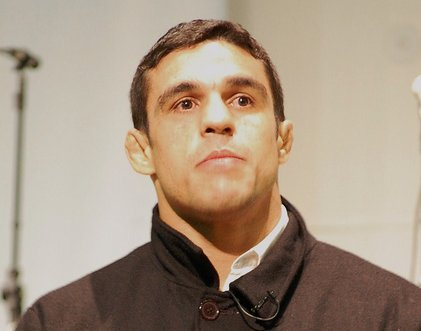
Vitor Belfort

### Anteriores ao século XIX
- 1220 — Go-Saga, imperador do Japão (m. 1272).
- 1328 — Branca da França, duquesa de Orleães (m. 1382).
- 1578 — William Harvey, médico e acadêmico inglês (m. 1657).
- 1647 — John Wilmot, poeta e cortesão inglês (m. 1680).
- 1697 — Antoine François Prévost, romancista e tradutor francês (m. 1763).
- 1741 — George Dance, o Jovem, arquiteto e agrimensor britânico (m. 1825).
- 1753 — Joseph de Maistre, filósofo, advogado e diplomata francês (m. 1821).
- 1755 — Jean Anthelme Brillat-Savarin, advogado e político francês (m. 1826).
- 1776
  - Augusta de Hesse-Homburgo, nobre alemã (m. 1871).
  - Sophie Germain, matemática, física e filósofa francesa (m. 1831).

### Século XIX
- 1809 — Nikolai Gogol, poeta russo (m. 1852).
- 1815
  - Otto von Bismarck, advogado e político alemão (m. 1898).
  - Edward Clark, advogado e político americano (m. 1880).
- 1823 — Simon Bolivar Buckner, general e político americano (m. 1891).
- 1827 — Valentine Baker, militar britânico (m. 1887).
- 1852 — Edwin Austin Abbey, pintor e ilustrador norte-americano (m. 1911).
- 1856 — Acacio Gabriel Viegas, médico indiano (m. 1933).
- 1865 — Richard Adolf Zsigmondy, químico e acadêmico austríaco-alemão, ganhador do Prêmio Nobel (m. 1929).
- 1866
  - Ferruccio Busoni, pianista, compositor e maestro italiano (m. 1924).
  - Ève Lavallière, atriz francesa (m. 1929).
- 1868 — Edmond Rostand, poeta e dramaturgo francês (m. 1918).
- 1873 — Sergei Rachmaninoff, pianista, compositor e maestro russo (m. 1943).
- 1874
  - Ernest Barnes, matemático e teólogo britânico (m. 1953).
  - Carlos da Baviera (m. 1927).
- 1875 — Edgar Wallace, jornalista, dramaturgo e romancista britânico (m. 1932).
- 1879 — Stanislaus Zbyszko, lutador e atleta polonês (m. 1967).
- 1881 — Octavian Goga, primeiro-ministro romeno (m. 1938).
- 1883 — Lon Chaney, ator, diretor e roteirista americano (m. 1930).
- 1885
  - Wallace Beery, ator americano (m. 1949).
  - Clementine Churchill, baronesa de Spencer-Churchill e esposa de Winston Churchill (m. 1977).
- 1895 — Alberta Hunter, cantora, compositora e enfermeira americana (m. 1984).
- 1898
  - William James Sidis, matemático, antropólogo e historiador ucraniano-russo-americano (m. 1944).
  - Roger Bastide, sociólogo e antropólogo francês (m. 1974).

### Século XX

#### 1901–1950
- 1902 — Moreira da Silva, cantor e compositor brasileiro (m. 2000).
- 1905
  - Gaston Eyskens, economista e político belga (m. 1988).
  - Paul Hasluck, historiador, poeta e político australiano (m. 1993).
- 1906 — Alexander Sergeyevich Yakovlev, engenheiro russo (m. 1989).
- 1908
  - Abraham Maslow, psicólogo e acadêmico americano (m. 1970).
  - Robert-Hugues Lambert, ator francês (m. 1945).
- 1911 — Fauja Singh, maratonista indiano (m. 2025).
- 1917
  - Sydney Newman, roteirista e produtor canadense (m. 1997).
  - Melville Shavelson, diretor, produtor e roteirista americano (m. 2007).
- 1919 — Joseph Murray, cirurgião e soldado americano, ganhador do Prêmio Nobel (m. 2012).
- 1920 — Toshiro Mifune, ator japonês (m. 1997).
- 1921 — Átila Iório, ator brasileiro (m. 2002).
- 1925 — Wojciech Has, cineasta polonês (m. 2000).
- 1926 — Anne McCaffrey, escritora americano-irlandesa (m. 2011).
- 1927
  - Walter Bahr, futebolista, treinador e gerente de futebol americano (m. 2018).
  - Ferenc Puskás, futebolista e gerente de futebol húngaro (m. 2006).
- 1929
  - Jonathan Haze, ator, produtor, roteirista e gerente de produção americano (m. 2024).
  - Milan Kundera, romancista, poeta e dramaturgo tcheco (m. 2023).
  - Jane Powell, atriz, cantora e dançarina americana (m. 2021).
- 1930 — Grace Lee Whitney, atriz norte-americana (m. 2015).
- 1931 — George Baker, ator e roteirista búlgaro-britânico (m. 2011).
- 1932 — Debbie Reynolds, atriz, cantora e dançarina americano-irlandesa (m. 2016).
- 1933
  - Claude Cohen-Tannoudji, físico e acadêmico franco-argelino, ganhador do Prêmio Nobel.
  - Dan Flavin, escultor e educador americano (m. 1996).
- 1936
  - Jean-Pascal Delamuraz, político suíço (m. 1998).
  - Abdul Qadir Khan, físico, químico e engenheiro indo-paquistanês (m. 2021).
- 1939 — Ali MacGraw, modelo e atriz norte-americana.
- 1940 — Wangari Maathai, ambientalista e política queniana, ganhadora do Prêmio Nobel (m. 2011).
- 1942
  - Samuel Delany, escritor e crítico americano.
  - Paulo Hesse, ator brasileiro (m. 2023).
- 1946
  - Arrigo Sacchi, futebolista, treinador e gerente de futebol italiano.
  - Ronnie Lane, baixista, compositor e produtor britânico (m. 1997).
- 1947 — Alain Connes, matemático e acadêmico francês.
- 1948 — Javier Irureta, futebolista e gerente de futebol espanhol.
- 1949
  - Ana Maria Braga, jornalista e apresentadora de televisão brasileira.
  - Paul Manafort, lobista, consultor político e criminoso americano.
  - Sammy Nelson, futebolista e treinador de futebol britânico.
  - Gil Scott-Heron, cantor, compositor e escritor americano (m. 2011).
- 1950
  - Samuel Alito, advogado e jurista americano.
  - Loris Kessel, automobilista suíço (m. 2010).

#### 1951–2000
- 1951
  - John Abizaid, general americano.
  - José Marciano, cantor e compositor brasileiro (m. 2019).
- 1952
  - Annette O'Toole, atriz norte-americana.
  - Bernard Stiegler, filósofo e acadêmico francês (m. 2020).
- 1953
  - Barry Sonnenfeld, diretor e produtor cinematográfico estadunidense.
  - Alberto Zaccheroni, futebolista e gerente de futebol italiano.
- 1954 — Jeff Porcaro, baterista, compositor e produtor americano (m. 1992).
- 1955 — Don Hasselbeck, jogador de futebol e comentarista esportivo americano.
- 1956 — Zé Renato, cantor e compositor brasileiro.
- 1957 — Denise Nickerson, atriz americana (m. 2019).
- 1958
  - D. Boon, cantor e músico americano (m. 1985).
  - Tita, ex-futebolista e treinador de futebol brasileiro.
- 1959 — Helmuth Ducadam, futebolista romeno (m. 2024).
- 1960 — Marina Koshevaya, ex-nadadora russa.
- 1961
  - Susan Boyle, cantora britânica.
  - Sergio Scariolo, técnico de basquete italiano.
  - Astrid Fontenelle, apresentadora de televisão brasileira.
  - Ocimar Versolato, estilista brasileiro (m. 2017).
- 1962 — Taher Abouzaid, ex-futebolista egípcio.
- 1964
  - Erik Breukink, ciclista e empresário neerlandês.
  - José Rodrigues dos Santos, jornalista, escritor e educador português.
- 1965 — Jane Adams, atriz americana.
- 1968 — Alexander Stubb, acadêmico e político finlandês.
- 1969 — Dean Windass, jfutebolista e gerente de futebol britânico.
- 1970 — Brad Meltzer, escritor, roteirista e produtor norte-americano.
- 1971 — Shinji Nakano, automobilista japonês.
- 1972 — Jesse Tobias, guitarrista e compositor americano.
- 1973 — Cristiano Doni, futebolista italiano.
- 1974
  - Vladimir Beschastnykh, ex-futebolista russo.
  - Hugo Ibarra, ex-futebolista e gerente de futebol argentino.
- 1975
  - Magdalena Maleeva, tenista búlgara.
  - Buchecha, cantor e compositor brasileiro.
  - Washington, ex-futebolista brasileiro.
- 1976
  - David Oyelowo, ator britânico.
  - Clarence Seedorf, futebolista e técnico neerlandês-brasileiro.
  - Marinho, ex-futebolista brasileiro.
  - Gábor Király, futebolista húngaro.
- 1977
  - Vitor Belfort, boxeador e lutador de artes marciais mistas brasileiro.
  - Haimar Zubeldia, ciclista espanhol.
- 1978
  - Mirka Federer, tenista eslovaco-suíça.
  - Anamaria Marinca, atriz romeno-britânica.
  - Etan Thomas, jogador de basquete americano.
  - Antonio de Nigris, futebolista mexicano (m 2009).
  - Sébastian Roth, futebolista suíço.
- 1979 — Ruth Beitia, atleta espanhola.
- 1980
  - Randy Orton, wrestler norte-americano.
  - Yūko Takeuchi, atriz japonesa (m 2020).
  - Bijou Phillips, atriz norte-americana.
- 1981
  - Antonis Fotsis, jogador de basquete grego.
  - Alx Danielsson, automobilista sueco.
  - Armando Babaioff, ator brasileiro.
  - Hannah Spearritt, atriz e cantora britânica.
- 1982
  - Taran Killam, ator, dublador, comediante e escritor americano.
  - Andreas Thorkildsen, lançador de dardo norueguês.
  - Róbert Vittek, futebolista eslovaco.
  - Zhang Xiaoping, pugilista chinês.
  - Sam Huntington, ator norte-americano.
- 1983
  - Ólafur Ingi Skúlason, futebolista islandês.
  - Sergey Lazarev, cantor russo.
  - Amr Zaki, futebolista egípcio.
- 1984 — Jonas, futebolista brasileiro.
- 1985
  - Manuel Reina Rodríguez, futebolista espanhol.
  - Elizabeth Tweddle, ginasta britânica.
  - Josh Zuckerman, ator norte-americano.
  - Maurício Cid, blogueiro, youtuber e humorista brasileiro.
- 1986
  - Hillary Scott, cantora e compositora americana.
  - Haminu Dramani, futebolista ganês.
- 1987
  - Ding Junhui, jogador de sinuca chinês.
  - Oliver Turvey, automobilista britânico.
  - Vitorino Antunes, futebolista português.
  - Jenna Presley, atriz norte-americana.
  - José Ortigoza, futebolista paraguaio.
- 1988
  - Brook Lopez, jogador de basquete americano.
  - Robin Lopez, jogador de basquete americano.
  - Kayke, futebolista brasileiro.
  - Courtney McCool, ginasta norte-americana.
- 1989
  - Christian Vietoris, automobilista alemão.
  - Matías Aguirregaray, futebolista uruguaio.
- 1995 — Logan Paul, youtuber e ator americano.
- 1997
  - Álex Palou, automobilista espanhol.
  - Asa Butterfield, ator britânico.
- 1998 — Matteo Donegà, desportista italiano.
- 1999
  - Bruno Fuchs, futebolista brasileiro.
- 2000 — Rhian Brewster, futebolista inglês.

### Século XXI
- 2001 — Logan Costa, futebolista cabo-verdiano.
- 2004 — Matheus França, futebolista brasileiro.

## Mortes

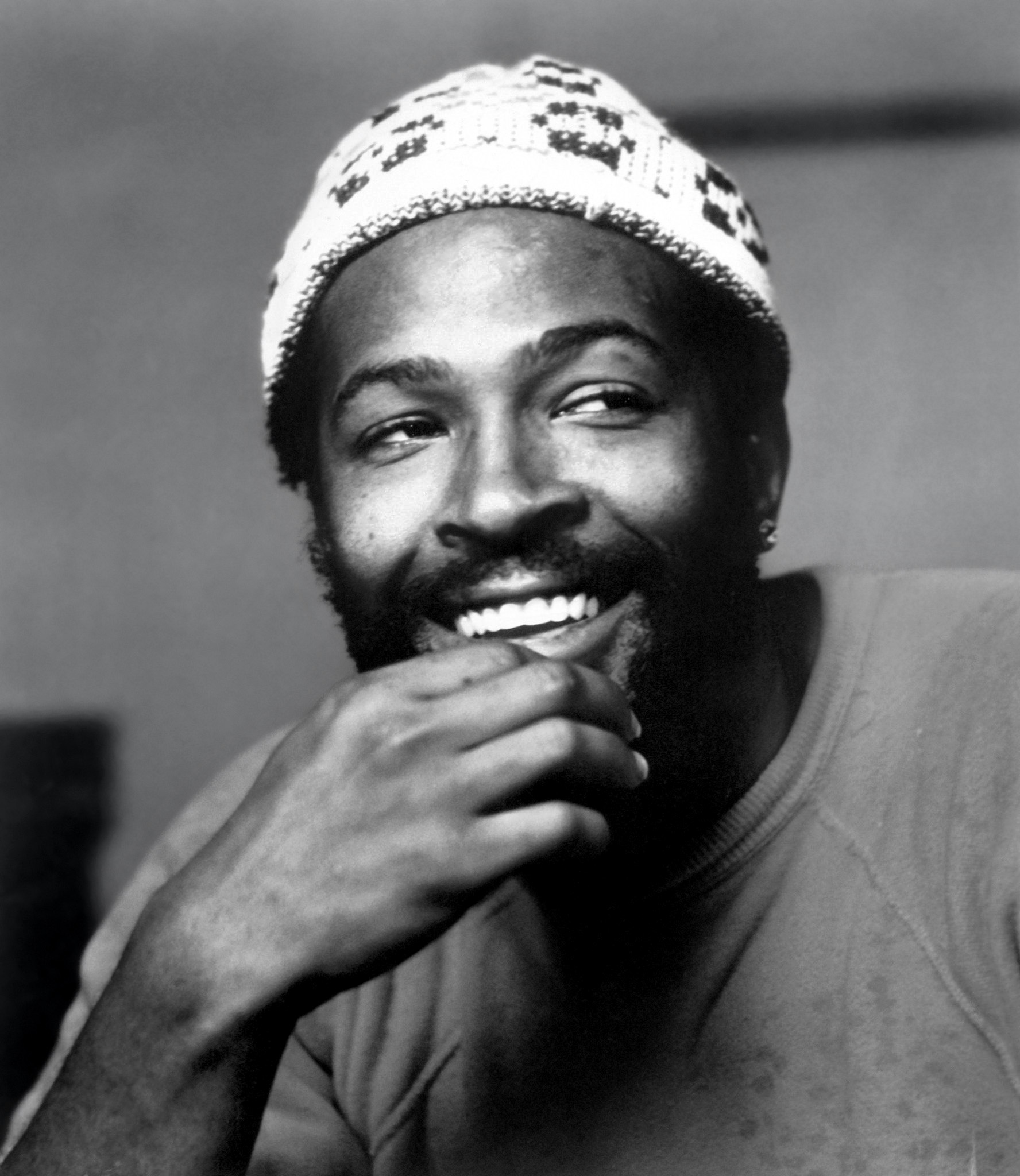
Marvin Gaye

### Anteriores ao século XIX
- 0996 — Papa João XV (n. 950).
- 1085 — Shenzong, imperador da China (n. 1048).
- 1132 — Hugo de Grenoble, bispo francês (n. 1053).
- 1204 — Leonor da Aquitânia, rainha da França e Inglaterra (n. 1122).
- 1205 — Amalrico II, rei de Chipre e Jerusalém (n. 1145).
- 1282 — Abaca, governante do Ilcanato mongol (n. 1234).
- 1412 — Catarina de Vendôme, condessa de Vendôme e Castres (n. 1350).
- 1478 — Fernando I, Duque de Bragança (n. 1403).
- 1528 — Francisco de Peñalosa, compositor espanhol (n. 1470).
- 1548 — Sigismundo I da Polônia (n. 1467).
- 1580 — Alonso Mudarra, violonista e compositor espanhol (n. 1510).
- 1621 — Cristofano Allori, pintor e educador italiano (n. 1577).
- 1651 — Filipa de Vilhena, Marquesa de Atouguia (n. 1585).

### Século XIX
- 1839 — Benjamin Pierce, soldado e político americano (n. 1757).
- 1843 — John Armstrong, Jr., militar e político norte-americano (n. 1758).
- 1872 — Frederick Denison Maurice, teólogo e acadêmico britânico (n. 1805).
- 1890 — David Wilber, político americano (n. 1820).

### Século XX
- 1915 — Theodor Altermann, cenógrafo e ator estoniano (n. 1885).
- 1917 — Scott Joplin, compositor e pianista americano (n. 1868).
- 1922 — Carlos I da Áustria (n. 1887).
- 1924
  - Lloyd Hildebrand, ciclista britânico (n. 1870).
  - Stan Rowley, velocista australiano (n. 1876).
- 1930 — Zauditu da Etiópia (n. 1876).
- 1946 — Noah Beery, ator americano (n. 1882).
- 1947 — Jorge II da Grécia (n. 1890).
- 1950 — Charles Drew, médico e cirurgião americano (n. 1904).
- 1965 — Helena Rubinstein, empresária polaco-americana (n. 1870).
- 1966 — Brian O'Nolan, ator irlandês (n. 1911).
- 1968 — Lev Landau, físico e acadêmico azerbaijano-russo, ganhador do Prêmio Nobel (n. 1908).
- 1971 — Kathleen Lonsdale, cristalógrafa e reformadora de prisões irlandesa (n. 1903).
- 1976 — Max Ernst, pintor e escultor alemão (n. 1891).
- 1984
  - Marvin Gaye, cantor e compositor estadunidense (n. 1939).
  - Elizabeth Goudge, escritora britânica (n. 1900).
- 1987 — Henri Cochet, tenista francês (n. 1901).
- 1991 — Martha Graham, dançarina e coreógrafa americana (n. 1894).
- 1992
  - Michael Havers, advogado e político britânico (n. 1923).
  - Konstantin Sergeyev, dançarino, diretor artístico e coreógrafo russo (n. 1910).
- 1993 — Alan Kulwicki, automobilista americano (n. 1954).
- 1994 — Robert Doisneau, fotógrafo francês (n. 1912).
- 1996 — Mário Viegas, ator e declamador português (n. 1948).
- 1998 — Rozz Williams, cantor, compositor e guitarrista americano (n. 1963).
- 1999 — Marcos Rey, jornalista, escritor e publicitário brasileiro (n. 1925).

### Século XXI
- 2002
  - Rui Nogueira Simões, engenheiro e empresário português (n. 1930).
  - Simo Häyhä, soldado e atirador finlandês (n. 1905).
- 2003 — Leslie Cheung, cantor, compositor e ator honconguês (n. 1956).
- 2004
  - Ioannis Kyrastas, futebolista e gerente de futebol grego (n. 1952).
  - Carrie Snodgress, atriz americana (n. 1945).
- 2006 — Ai Takano, cantor japonês (n. 1955).
- 2008 — Marcos Dias, treinador de futebol brasileiro (n. 1964).
- 2010
  - John Forsythe, ator americano (n. 1918).
  - Tzanís Tzannetákis, soldado e político grego (n. 1927).
- 2012
  - Giorgio Chinaglia, futebolista e locutor de rádio ítalo-americano (n. 1947).
  - Miguel de la Madrid, banqueiro, acadêmico e político mexicano (n. 1934).
- 2013
  - Moses Blah, general e político liberiano (n. 1947).
  - Karen Muir, nadadora e médica sul-africana (n. 1952).
- 2014 — Jacques Le Goff, historiador e escritor francês (n. 1924).
- 2015
  - Nicolae Rainea, futebolista e árbitro de futebol romeno (n. 1933).
  - Cynthia Powell, escritora britânica (n. 1939).
- 2017
  - Lonnie Brooks, cantor e violonista americano (n. 1933).
  - Ievguêni Ievtuchenko, poeta e escritor russo (n. 1932).
- 2019
  - Vonda N. McIntyre, escritor de ficção científica americano (n. 1948).
  - Caravelli, maestro francês (n. 1930).
- 2022
  - Ruy Maurity, cantor brasileiro (n. 1948).
  - Rolf Walter, matemático alemão (n. 1937).
- 2025 — Val Kilmer, ator estadunidense (n. 1959).

## Feriados e eventos cíclicos
- Dia da Mentira ou das Mentiras
- Dia Internacional da Diversão no Trabalho

### Brasil
- Aniversário do município de São Miguel Arcanjo, São Paulo.
- Aniversário do município de São Lourenço, Minas Gerais.
- Aniversário do município de Ascurra, Santa Catarina.

### Cristianismo
- Frederick Denison Maurice
- Ludovico Pavoni
- Melitão de Sardes

## Outros calendários
- No calendário romano era o dia das calendas de abril.
- No calendário litúrgico tem a letra dominical G para o dia da semana.
- No calendário gregoriano a epacta do dia é xxix.